# 平流尾地质公园
平流尾地质公园是一座以海蚀地貌为特色的海洋地质公园，位于福州市连江县苔菉镇茭南村，由当地村民集资建设。公园于2015年9月动工，一期工程2016年10月完工。公园总投资约1500万元人民币，建设有观景平台、露营基地、海钓台、文体广场、亲子互动体验馆、停车场等。 2016年8月，该公园被福建省海洋与渔业厅选为福建省首批海岸公园。 公园得名于一块被当地人称为“平流尾”的海边巨大火山岩石，公园即依托该岩石修建。